# Yelizaveta Svilova
Yelizaveta Ignátievna Svilova (en ruso: Елизавета Игнатьевна Свилова; 5 de septiembre de 1900 - 11 de noviembre de 1975) fue una cineasta, editora y documentalista soviética. Como una de las primeras editoras de cine en la Unión Soviética, Svilova desempeñó un papel clave en la revolución del cine documental y experimental, siendo una de las pocas mujeres en un campo dominado por hombres. Su trabajo en "El hombre de la cámara" (1929) es considerado un hito en la historia del cine y un testimonio de su maestría en la edición y el montaje.

## Trayectoria y colaboraciones
Nacida en Moscú, Imperio Ruso, Svilova comenzó su carrera en el cine a los 14 años como editora en Pathé. Trabajó con figuras destacadas como Vladimir Gardin y Vsevolod Meyerhold. De 1918 a 1922 trabajó en Narkompros y, a partir de 1922, en Goskino Fue en este contexto donde conoció a Dziga Vértov, con quien se casó en 1923.
Pronto se convirtió en una colaboradora clave de Vértov y formó el "Consejo de los Tres" junto a su cuñado, el cineasta Mikhail Kaufman. Juntos, revolucionaron el lenguaje cinematográfico con un enfoque innovador del montaje y la teoría del cine-ojo (kino-glaz), desafiando la narrativa tradicional con una "sentencia de muerte" al cine convencional por su dependencia del teatro y la literatura.
Svilova no solo editó, sino que también apareció en "El hombre de la cámara" (1929), obra maestra del cine experimental, que demostró cómo el montaje puede construir una narrativa sin necesidad de intertítulos. Además de su trabajo con Vértov, editó y dirigió diversos documentales, incluyendo "Tres cantos sobre Lenin" (1934) y "En la línea de fuego" (1941).
Cuando Vértov cayó en desgracia en la industria cinematográfica soviética, Svilova continuó trabajando en cine y sustentando a ambos económicamente. A pesar de los desafíos, siguieron colaborando hasta la muerte de Vértov en 1954 debido a un cáncer de estómago.

## Una mujer en un mundo de hombres
En un contexto en el que la cinematografía estaba dominada por hombres, Svilova se abrió paso como una figura esencial en la edición y el montaje, un trabajo a menudo invisibilizado pero crucial para la construcción del lenguaje cinematográfico. 
Aunque comenzó como editora, Svilova se alejó del cine de ficción para enfocarse en el montaje documental. Su debut como directora fue "For You at the Front" (1942). "The Fall of Berlin" (1945), codirigida con Yuli Raziman, le valió el Premio Stalin en 1946. Entre 1939 y 1956, dirigió y editó más de 100 documentales y noticiarios cinematográficos.

## Documentando la Historia
Durante la Segunda Guerra Mundial, Svilova documentó la liberación del campo de exterminio de Auschwitz en Polonia por el Ejército Rojo en 1945. Su material sirvió como base para el documental "Auschwitz", que incluye recreaciones y fue exhibido en la exposición "Filmando la Guerra, los soviéticos y el Holocausto (1941-1946)" en el Memorial de la Shoah en París. Su trabajo contribuyó a visibilizar el horror del Holocausto y reforzó el papel del cine como herramienta de memoria histórica.

## Legado y reconocimiento
Tras la muerte de Vértov en 1954, Svilova dejó la industria cinematográfica, pero dedicó su vida a preservar y promover su obra. Publicó los escritos de su esposo y catalogó sus manuscritos, asegurándose de que su legado y las innovaciones del cine soviético no se perdieran.
Yelizaveta Svilova falleció en 1975 en Moscú y fue enterrada en el Cementerio Novodévichi. Su impacto sigue siendo objeto de estudio en la teoría del cine y el montaje, inspirando a generaciones de cineastas y editoras que siguen su ejemplo.